# Porsche 906
Porsche 906 – samochód wyścigowy firmy Porsche wytwarzany w latach 1965-1966. Właściwy model 906 powstał na bazie egzemplarzy samochodów wyścigowych  906/8 Bergspyder "Känguruh" (1965) oraz 906/8 Bergspyder "Ollon Villars" (1965), stąd też nazwano go Carrera 6 Coupe